# Robot Berenson
Le robot Berenson est un robot développé par l’anthropologue Denis Vidal de l’IRD (IRD - URMIS/ Paris-Diderot) et le roboticien Philippe Gaussier du laboratoire ETIS (Équipes de traitement de l’information et des systèmes - UMR CNRS 8051) avec le soutien de la Fondation des sciences du patrimoine : Patrima, du Laboratoire ETIS (ENSEA), de l’université de Cergy-Pontoise, du CNRS UMR 8051, de l’IRD-URMIS, de l’université Paris Diderot et de Partenering 3.0.

## Innovations technologiques
Le robot Berenson est capable de simuler des émotions devant des œuvres d'art. Il a été développé dans le cadre d'un projet de recherche sur un modèle d'apprentissage de l'émergence d'une forme d'esthétique artificielle d'une machine et permet aussi d'interroger d'un point de vue anthropologique le regard que l'on peut porter sur une œuvre d'art,.

## Performance
Le robot a été présenté au musée du quai Branly du 14 au 22 avril 2012 et les 18 et 19 mai 2013, sur le plateau des collections.